# Надград
Надград (словен. Nadgrad) — поселення в общині Словенська Бистриця, Подравський регіон‎, Словенія.